# Rosa von Praunheim
Rosa von Praunheim (nascuda el 25 de novembre de 1942) és un director de cinema alemanya, autor, pintor i una de les activistes pels drets dels homosexuals més famoses del món germanoparlant. En més de 50 anys, von Praunheim ha realitzat més de 150 pel·lícules (curtmetratges i llargmetratges). Les seves obres van influir en el desenvolupament dels moviments pels drets LGBTQ+ arreu del món.
Va començar la seva carrera associat al Nou Cinema Alemany com a membre sènior de l'escola de cinema underground de Berlín. Va prendre el nom artístic de dona Rosa von Praunheim per recordar a la gent el triangle rosa que els homosexuals havien de portar als camps de concentració nazis, així com el barri de Frankfurt de Praunheim on va créixer. Pioner del Queer Cinema, von Praunheim ha estat un activista del moviment pels drets dels gais. Va ser un dels primers defensors de la conscienciació sobre la SIDA i el sexe segur. Les seves pel·lícules se centren en temes relacionats amb els gais i personatges femenins forts, es caracteritzen per l'excés i utilitzen un estil campy. Han comptat amb personalitats com Keith Haring, Larry Kramer, Diamanda Galás, William S. Burroughs, Allen Ginsberg, Judith Malina, Jeff Stryker, Jayne County, Divine i una fila de superestrelles de Warhol.

## Primers anys
Von Praunheim va néixer com a Holger Radtke a la presó central de Riga (ara Letònia) durant l'ocupació alemanya de Letònia a la Segona Guerra Mundial. La seva mare biològica va morir el 1946 a l'hospital psiquiàtric de Berlín Wittenauer Heilstätten. Després del seu naixement, va ser donat en adopció. Només va saber aquests fets quan la seva mare adoptiva, Gertrud Mischwitzky, li va dir l'any 2000. Va descobrir el destí de la seva mare biològica l'any 2006 després d'una llarga investigació. Va documentar la seva recerca a la pel·lícula Meine Mütter - Spurensuche in Riga (2007).
Va rebre el nom de Holger Mischwitzky i va passar els seus primers anys a Berlín Oriental. El 1953, va escapar d'Alemanya de l'Est amb la seva família a Alemanya de l'Oest, primer a Renània, traslladant-se més tard a Frankfurt am Main. Després que von Praunheim deixés l'escola secundària preuniversitària de Frankfurt (Gymnasium), va estudiar a la Werkkunstschule a Offenbach. Després es va traslladar a la Universitat de les Arts de Berlín on va estudiar belles arts però no es va graduar. Al principi va treballar com a pintor, però finalment es va decantar per una carrera en el cinema.

## Carrera
A mitjans dels anys 60 va assumir el nom artístic de "Rosa von Praunheim" i va començar a experimentar en cinema i escriptura creativa. Va debutar associat a Werner Schroeter amb pel·lícules experimentals i curtmetratges, com Schwestern der Revolution (1968) i Samuel Beckett (1969), amb les quals ràpidament es va fer famós. La seva pel·lícula Macbeth - Opera de Rosa von Praunheim es va projectar a la mundialment famosa exposició d'art documenta V. Von Praunheim es va casar amb l'actriu Carla Aulaulu el 1969. El matrimoni va acabar dos anys després en divorci. Durant aquest mateix període, també va col·laborar amb Elfi Mikesch en diversos projectes cinematogràfics. Al començament de la seva carrera, von Praunheim també va treballar com a ajudant de direcció per a Gregory J. Markopoulos, que li va dedicar la seva pel·lícula (A)lter (A)ction (1968). Rainer Werner Fassbinder va posar en escena l'obra Dedicada a Rosa von Praunheim (1969) per a von Praunheim.
El primer llargmetratge de Von Praunheim es va produir l'any 1970: Die Bettwurst, una paròdia del matrimoni burgès. Es va convertir en una pel·lícula de culte, que va tenir una seqüela el 1973 (Berliner Bettwurst). El 1971 també va causar enrenou amb la seva pel·lícula Nicht der Homosexuelle ist pervers, sondern die Situation, in der er lebt, que va portar a la fundació de diversos grups de drets dels gais i va ser el començament del modern moviment d'alliberament de lesbianes i gais a Alemanya, Àustria i Suïssa. La pel·lícula va convertir Rosa von Praunheim en la figura principal del moviment modern de lesbianes i gais a Alemanya. Nicht der Homosexuelle ist pervers, sondern die Situation, in der er lebt també va influir als homosexuals als EUA i a molts altres països. Alguns artistes s'han referit a la pel·lícula, per exemple Bruce LaBruce amb la col·lecció de curtmetratges It Is Not the Pornographer That Is Perverse... (2018).
Cineasta prolífic i controvertit, von Praunheim ha centrat els seus esforços de direcció en documentals sobre temes relacionats amb els gais. A principis de la dècada de 1970 va viure durant un temps als Estats Units on va fer una sèrie de documentals sobre l'escena gai nord-americana post-Stonewall. A Armee der Liebenden oder Aufstand der Perversen (1972–1976) va mostrar el moviment gai i lesbiana estatunidenc des dels anys 50 fins al 1976. ambé es va interessar pel teatre underground de la ciutat de Nova York, que va ser el focus d'algunes de les seves pel·lícules d'aquest període com Underground and Emigrants (1975). El 1979 von Praunheim va obtenir un Deutscher Filmpreis per Tally Brown, New York, un documental sobre la cantant i actriu Tally Brown. Als EUA, von Praunheim va treballar amb persones de càmera com Jeff Preiss, Mike Kuchar i Juliana Wang.
De tornada a Berlín, va fer llargmetratges com Rote Liebe, Unsere Leichen leben noch (1981), i Stadt Der Verlorenen Seelen (1983) amb Jayne County i Angie Stardust. Aquestes pel·lícules es van projectar en festivals de cinema d'arreu del món. El seu llargmetratge Horror vacui va guanyar el Premi de l'Associació de Crítics de Cinema de Los Angeles a la millor pel·lícula experimental el 1985. Anita – Tänze des Lasters (1988) la història de la vida d'una escandalosa ballarina nua a Berlín als anys 20, va obtenir l'atenció internacional. La pel·lícula es va projectar, per exemple, al Festival de Cinema de Nova York i al Festival Internacional de Cinema de Chicago.
Amb l'esclat de l'epidèmia de la sida, von Praunheim va treballar en una tetralogia de documentals sobre la sida. Ein Virus kennt keine Moral (1985) va ser un dels primers llargmetratges sobre la sida. Els documentals Positive i Silence = Death, tots dos rodats el 1989, tracten aspectes de l'activisme contra la sida a Nova York. Feuer unterm Arsch (1990) se centra en la sida a Berlín. Per l'anomenada trilogia de la sida, von Praunheim va ser guardonat amb el Premi LGBTIQ-Film-Prize del Festival Internacional de Cinema de Berlín. Von Praunheim va tenir més de 20 pel·lícules al Festival Internacional de Cinema de Berlín, cosa que el va convertir en el posseïdor del rècord. Von Praunheim va ser cofundador del moviment alemany ACT UP i va organitzar el primer gran esdeveniment en benefici de la sida a Alemanya.
Va ser molt vocal en els seus esforços per educar la gent sobre el perill de la sida i la necessitat de practicar sexe segur. Aquests esforços van irritar alguns gais que van qualificar von Praunheim de pànic moralista. El 10 de desembre de 1991, von Praunheim va provocar un escàndol a Alemanya quan va exposar al presentador Alfred Biolek i al còmic Hape Kerkeling al programa de televisió Explosiv - Der heiße Stuhl com a gais. Després de l'espectacle, diverses celebritats van tenir la seva sortida de l'armari. Durant molt de temps, von Praunheim va ser considerat una persona controvertida al seu país d'origen, també dins de la comunitat queer.
A principis de la dècada de 1990, von Praunheim va desenvolupar el primer format de televisió queer a Alemanya, però va continuar el seu treball cinematogràfic al mateix temps. La seva pel·lícula Affengeil amb Lotti Huber es va projectar al Festival Internacional de Cinema de Toronto (1991). Va ser guardonat amb dos premis FIPRESCI de la Federació Internacional de Crítics de Cinema per les seves pel·lícules Ich bin meine eigene Frau (1992) i Neurosia - 50 Jahre pervers (1995).
La pel·lícula de Von Praunheim Transexual Menace (1996) va ser una de les primeres pel·lícules progressistes sobre persones transgènere i es va estrenar al Frameline Film Festival a San Francisco i també es va mostrar a l'Outfest de Los Angeles. El 1999, va fer Geisendörfer Medienpreis per Wunderbares Wrodow,un documental sobre la gent d'un poble alemany i el seu castell. La pel·lícula de Von Praunheim Der Einstein des Sex (1999) sobre Magnus Hirschfeld es va estrenar al Festival Internacional de Cinema de Locarno i va ser nominada al Lleopard d'Or. la seva pel·lícula Can I be your Bratwurst, please? (1999) amb Jeff Stryker i Vaginal Davis s'ha projectat en més de 200 festivals de cinema al voltant de món, per exemple al Festival de Cinema de Canes (2000). Moving Pictures Magazine va triar la pel·lícula com a millor títol a Canes. La pel·lícula de Von Praunheim Kühe vom Nebel geschwängert (2002) fou estrenada a la Mostra Internacional de Cinema de Venècia.
De 1999 a 2006 von Praunheim va ser professor de direcció a la Universitat de Cinema de Babelsberg. Von Praunheim també ha ensenyat a diverses escoles de cinema i art, per exemple al San Francisco Art Institute. Abel Ferrara va ser un dels seus alumnes allà. Els cineastes Tom Tykwer, Chris Kraus, Axel Ranisch, Robert Thalheim i Julia von Heinz, tots antics alumnes de Rosa von Praunheim, van rodar la pel·lícula Pink Children (2012) sobre el seu mentor von Praunheim.
El 2008 la seva pel·lícula Meine Mütter - Spurensuche in Riga fou projectada al Festival de Cinema de Tribeca i fou nominada al premi del jurat. Al 63è Festival Internacional de Cinema de Berlín va ser guardonat amb el Càmera Berlinale com un dels representants més importants del cinema alemany. Von Praunheim també hi va rebre el premi Teddy especial per la seva contribució destacada al cinema queer. El 2012 fou premiat amb el Grimme-Preis pel seu documental Die Jungs vom Bahnhof Zoo. El 2015, va rebre l'Orde al Mèrit de la República Federal Alemanya. El 2020, fou guardonat amb el premi honorari Max Ophüls pel seu treball. Von Praunheim també va rebre el premi honorari al Pink Apple Film Festival.
Amb motiu del seu 70è aniversari (2012), von Praunheim va realitzar 70 curtmetratges i migmetratges per la cadena de televisió alemanya RBB sota el títol ROSAS WORLD. Mai abans se li havia donat a un documentalista tant de temps a la televisió alemanya. ROSAS WORLD també s'ha mostrat a festivals de cinema, per exemple al Festival Internacional de Cinema de Viena.
Von Praunheim ha escrit diversos llibres que han estat publicats amb èxit per editors comercials com ara Rowohlt Verlag.
Von Praunheim ha estat pintant des de la seva primera joventut i ocasionalment exposa a galeries i museus, per exemple al Museu d'Art Contemporani Migros. Ell mateix va comissariar exposicions, per exemple al Lincoln Center, i va ser director del departament de cinema i videoarts de l'Acadèmia de les Arts (2015 - 2018).
Von Praunheim va tenir moltes projeccions i estrenes de pel·lícules grans i ben considerades als EUA, per exemple al Museum of Modern Art a la Nova York, al The Andy Warhol Museum a Pittsburgh, al Wheeler Hall de la Universitat de Califòrnia a Berkeley i en festivals de cinema d'arreu del país. Per exemple, va guanyar el premi Creative Vision del Festival Internacional de Cinema de Rhode Island. Al Canadà, les seves pel·lícules es van projectar al Festival Internacional de Cinema de Mont-real, entre altres llocs. La primera edició del festival de cinema queer Festival de cinema i vídeo Inside Out de Toronto va celebrar una retrospectiva de Rosa von Praunheim per homenatjar el director com a pioner del cinema queer. Algunes de les pel·lícules del director es van estrenar a Gran Bretanya al Festival Internacional de Cinema d'Edimburg i a Austràlia al Festival de Cinema de Sydney. La Tate Modern de Londres també va mostrar les pel·lícules de Rosa von Praunheim. El Mardi Gras Film Festival Sydney a homenatjar von Praunheim en una sèrie de pel·lícules sobre els cineastes queer més importants.

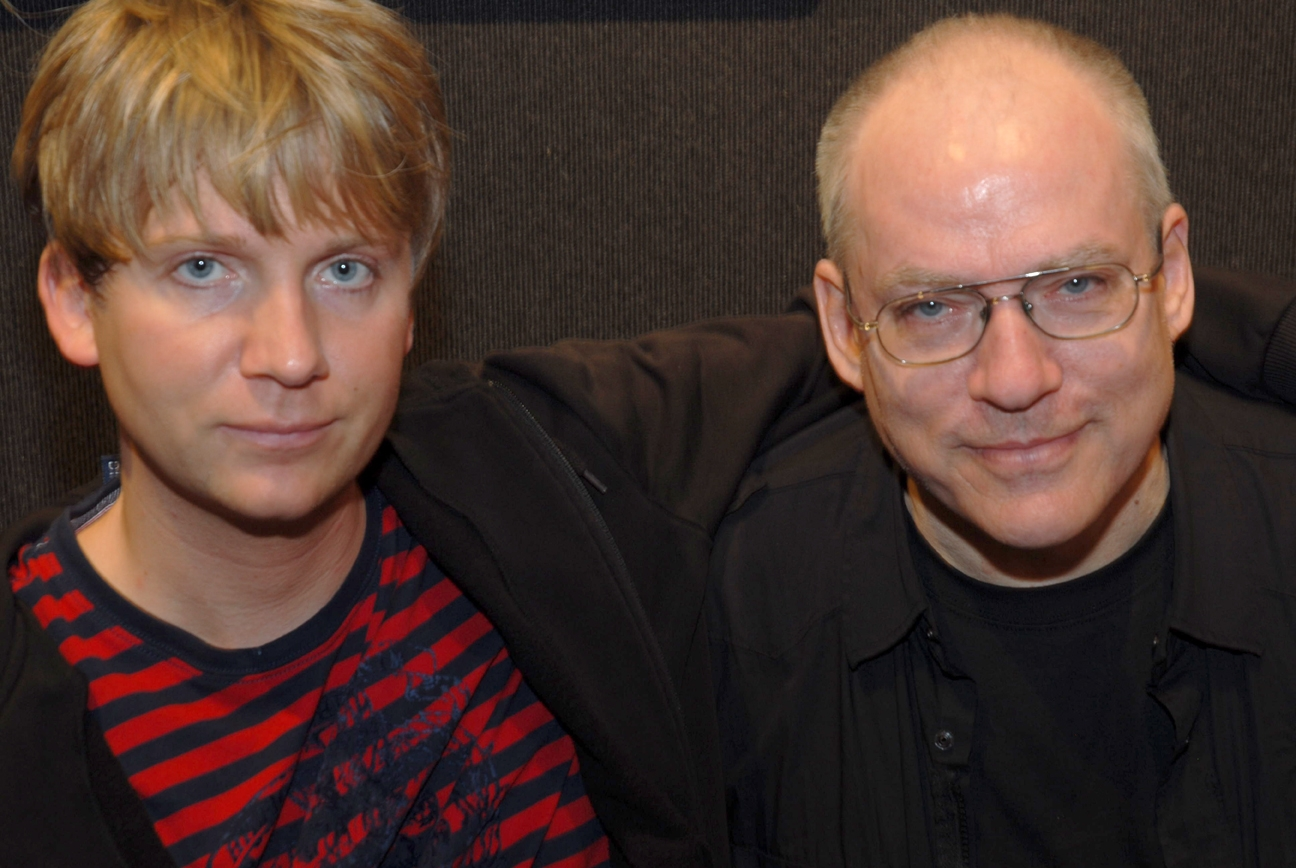
Rosa von Praunheim amb el seu marit Oliver Sechting, 2008

El festival de cinema queer Ciclo Rosa (Zyklos Rosa) a Bogotà va ser nomenat en honor a Rosa von Praunheim. A Amèrica del Sud, les pel·lícules de von Praunheim es van projectar al Buenos Aires Festival Internacional de Cinema Independent i a la Mostra Internacional de Cinema de São Paulo, entre altres llocs. A Àsia, per exemple, al Festival Internacional de Cinema de Hong Kong, al Festival de Cinema de Taipei i al Festival Internacional de Cinema Gai i Lèsbic de Tòquio. Von Praunheim va estar representat a molts festivals de cinema A arreu del món, sovint diverses vegades.
Les seves pel·lícules també s'avaluen en un context acadèmic i es mostren a universitats, per exemple a les Beaux-Arts de París, The Courtauld Institute of Art de Londres, la Universitat de Pennsilvània i la Universitat de Colúmbia. El treball de Von Praunheim ha trobat el seu camí en diversos articles i publicacions acadèmiques, fins i tot a la Universitat Stanford i a la Universitat d'Oxford.
La seva pel·lícula Überleben in New York (1989) es va convertir en la pel·lícula de més èxit comercial de von Praunheim a Alemanya, a la qual va seguir 20 anys després la seqüela New York Memories (2009). Von Praunheim ha rebut nombrosos premis per les seves pel·lícules i el seu treball polític queer.
També té èxit com a director de teatre, per exemple va guanyar el Premi del Jurat a les Jornades dels Autors de Teatre (2018) al Deutsches Theater de Berlín per la seva obra Hitlers Ziege und die Hämorrhoiden des Königs.
La revista The Advocate va seleccionar von Praunheim entre les 50 persones queer més importants del món en els camps de l'art i la cultura. Amb motiu del 75è aniversari de von Praunheim (2017), el president d'Alemanya Frank-Walter Steinmeier li va agrair públicament la seva tasca artística i el seu compromís social.
Viu a Berlín amb el seu marit Oliver Sechting, un autor, director i activista alemany de Mental Health.

## Llibres
- Männer, Rauschgift und der Tod. 1967
- Oh Muvie. 1968, Fotoroman mit Elfie Mikesch
- Sex und Karriere. Rowohlt TB-V., 1978, ISBN 3-499-14214-7
- Armee der Liebenden oder Aufstand der Perversen. 1979, ISBN 3-88167-046-7
- Gibt es Sex nach dem Tode. Prometh Verlag, 1981, ISBN 3-922009-30-1
- Rote "Liebe": ein Gespräch mit Helga Goetze. Prometh Verl., 1982, ISBN 3-922009-47-6
- 50 Jahre pervers. Die sentimentalen Memoiren des Rosa von Praunheim. Verlag Kiepenheuer & Witsch, 1993, ISBN 3-462-02476-0
- Folge dem Fieber und tanze: Briefwechsel mit Mario Wirz. Aufbau-Verlag, 1995
- Mein Armloch. Martin Schmitz Verlag, 2002, Gedichte
- Die Rache der alten dicken Tunte. 2006, Fotobuch
- Die Bettwurst und meine Tante Lucy. 2006, Fotobuch

## Filmografia selecta
- 1969: Schwestern der Revolution
- 1970: Die Bettwurst
- 1971: Nicht der Homosexuelle ist pervers, sondern die Situation, in der er lebt
- 1973: Berliner Bettwurst
- 1973: Axel von Auersperg
- 1977: Tally Brown, New York
- 1979: Armee der Liebenden oder Aufstand der Perversen
- 1981: Unsere Leichen leben noch
- 1981: Rote Liebe
- 1983: Stadt Der Verlorenen Seelen
- 1984: Horror vacui
- 1985: Ein Virus kennt keine Moral
- 1987: Anita – Tänze des Lasters
- 1988: Dolly, Lotte und Maria
- 1989: Überleben in New York
- 1990: Silence = Death
- 1990: Positive
- 1991: Affengeil
- 1992: Ich bin meine eigene Frau
- 1995: Neurosia - 50 Jahre pervers
- 1999: Der Einstein des Sex
- 1999: Can I Be Your Bratwurst, Please?
- 1999: Wunderbares Wrodow
- 2000: Für mich gab's nur noch Fassbinder
- 2001: Tunten lügen nicht
- 2002: Kühe vom Nebel geschwängert
- 2002: Pfui Rosa!
- 2002: Tunten lügen nicht
- 2005: Männer, Helden, schwule Nazis
- 2005: Dein Herz in meinem Hirn
- 2007: Meine Mütter - Spurensuche in Riga
- 2008: Der rosa Riese
- 2009: Rosas Höllenfahrt
- 2009: New York Memories
- 2011: Die Jungs vom Bahnhof Zoo
- 2012: König des Comics
- 2013: ROSAS WELT - 70
- 2014: Praunheim Memoires
- 2014: Wie ich lernte, die Zahlen zu lieben (Productor)
- 2015: Härte
- 2016: Welcome All Sexes - 30 Years Teddy Awards
- 2017: ACT! - Wer bin ich?
- 2017: Überleben in Neukölln
- 2018: Männerfreundschaften